# Sansarpur
Sansarpur est un village du district de Jalandhar, dans le Pendjab, en Inde. Au recensement de 2001, il avait 4061 habitants.

## Démographie
Au recensement de 2001, les hommes constituaient 51 % de la population et les femmes 49 %. Sansarpur a un taux d’alphabétisation moyen de 75 %, supérieur à la moyenne nationale de 59,5% : l’alphabétisation des hommes est de 79 % et celle des femmes de 71 %. À Sansarpur, 11 % de la population a moins de 6 ans.

## Sports
Sansarpur est connu pour avoir vu naître un grand nombre de joueurs internationaux de hockey sur gazon,,, 306 joueurs au niveau national et international, notamment :
- Udham Singh (1928-2000)
- Balbir Singh (1942-2020)
- Balbir Singh (né en 1945)